# Pictilabrus viridis
Pictilabrus viridis là một loài cá biển thuộc chi Pictilabrus trong họ Cá bàng chài. Loài này được mô tả lần đầu tiên vào năm 1988.

## Từ nguyên
Từ định danh viridis trong tiếng Latinh có nghĩa là "màu xanh lục", hàm ý đề cập đến tông màu chính trên cơ thể của loài này.

## Phạm vi phân bố và môi trường sống
P. viridis có phạm vi phân bố giới hạn ở Đông Nam Ấn Độ Dương. Loài này được tìm thấy dọc theo bờ biển phía tây nam bang Tây Úc, từ quần đảo Recherche trải dài đến đảo Rottnest.
P. viridis sống gần các rạn san hô phủ đầy tảo ở vùng nước nông, độ sâu khoảng từ 5 đến 15 m.

## Mô tả
P. viridis có chiều dài cơ thể tối đa được ghi nhận là 14,1 cm. P. viridis đực và cái không khác nhau nhiều về hình thái bên ngoài. Đuôi và vây có màu nâu đỏ. Cá con và cá cái có màu xanh lục nhạt với 3 dải màu đỏ: dải thứ nhất dọc theo lưng (phía trên đường bên), dải thứ hai từ sau gốc vây ngực nối với dải trên ở cuối vây lưng, dải thứ ba nằm ở thân dưới, kéo dài từ giữa vây hậu môn đến gốc vây đuôi (rìa trên và dưới của các dải này có các vạch màu xanh lục). Đầu có nhiều vệt sọc màu xanh lam óng. Vây lưng và vây hậu môn màu đỏ nhạt với viền màu xanh lục ở rìa, có nhiều chấm vạch màu xanh óng; riêng vây lưng có một đốm màu lục ở trước vây và một đốm đen ở cuối vây. Vây đuôi màu đỏ sẫm. Vây ngực trong mờ, màu vàng với một vạch màu đen ở gốc. Vây bụng màu lục nhạt. Cá đực trưởng thành có màu sắc cơ thể nổi hơn, nhưng không có đốm ở cuối vây lưng; vây hậu môn ánh màu xanh lam nhạt, đỏ ở gốc vây.
P. viridis đực không có vệt đốm sẫm hình nêm trên cơ thể như Pictilabrus laticlavius, và vây ngực nhọn hơn P. laticlavius; các vạch xanh óng trên đầu của P. viridis không song song như của Pictilabrus brauni.
Số gai ở vây lưng: 9; Số tia vây ở vây lưng: 11; Số gai ở vây hậu môn: 3; Số tia vây ở vây hậu môn: 9; Số tia vây ở vây ngực: 13; Số gai ở vây bụng: 1; Số tia vây ở vây bụng: 5.

## Sinh thái và hành vi
Như P. laticlavius, P. viridis là loài lưỡng tính tiền nữ. Cá cái biến đổi hoàn toàn thành cá đực khi đạt chiều dài khoảng 10–13 cm.